# Copa UNPO 2005
La Copa UNPO 2005 fue la primera edición de la Copa UNPO, torneo organizado por la Organización de Naciones y Pueblos No Representados (UNPO) donde participaron federaciones de la NF-Board. El torneo se llevó a cabo en el Sportpark De Verademing ubicado en la ciudad de La Haya, Holanda, el 23 de junio de 2005, coincidiendo con la 7ª Asamblea General de la UNPO.

## Participantes
| Equipos participantes | Equipos participantes | Equipos participantes | Equipos participantes |
| --------------------- | --------------------- | --------------------- | --------------------- |
| Molucas del Sur       | Camerún Meridional    | Chechenia             | Papúa Occidental      |

## Resultados

### Semifinales
| Fecha               | Lugar   |                 |                      | Resultado  |                             |                    |
| ------------------- | ------- | --------------- | -------------------- | ---------- | --------------------------- | ------------------ |
| 23 de junio de 2005 | La Haya | Chechenia       | Bandera de Chechenia | (pen.) 2:2 |                             | Camerún Meridional |
| 23 de junio de 2005 | La Haya | Molucas del Sur |                      | (pen.) 1:1 | Bandera de Papúa Occidental | Papúa Occidental   |

### Final
| Fecha               | Lugar   |                 |  | Resultado |                      |           |
| ------------------- | ------- | --------------- |  | --------- | -------------------- | --------- |
| 23 de junio de 2005 | La Haya | Molucas del Sur |  | 3:1       | Bandera de Chechenia | Chechenia |

## Campeón
| Copa UNPO 2005              |
| --------------------------- |
|                             |
| Molucas del Sur 1.er Título |